# دهک (شهرضا)
دهک (شهرضا)، روستایی از توابع بخش مرکزی شهرستان شهرضا در استان اصفهان ایران است.
ستار سبزه علی رئیس اداره هواشناسی شهرضا بزرگ شده این روستاست

## جمعیت
این روستا در دهستان منظریه قرار دارد و براساس سرشماری مرکز آمار ایران در سال ۱۳۸۵، جمعیت آن ۱۵۷ نفر (۵۴خانوار) بوده‌است.